# Julius Hammer

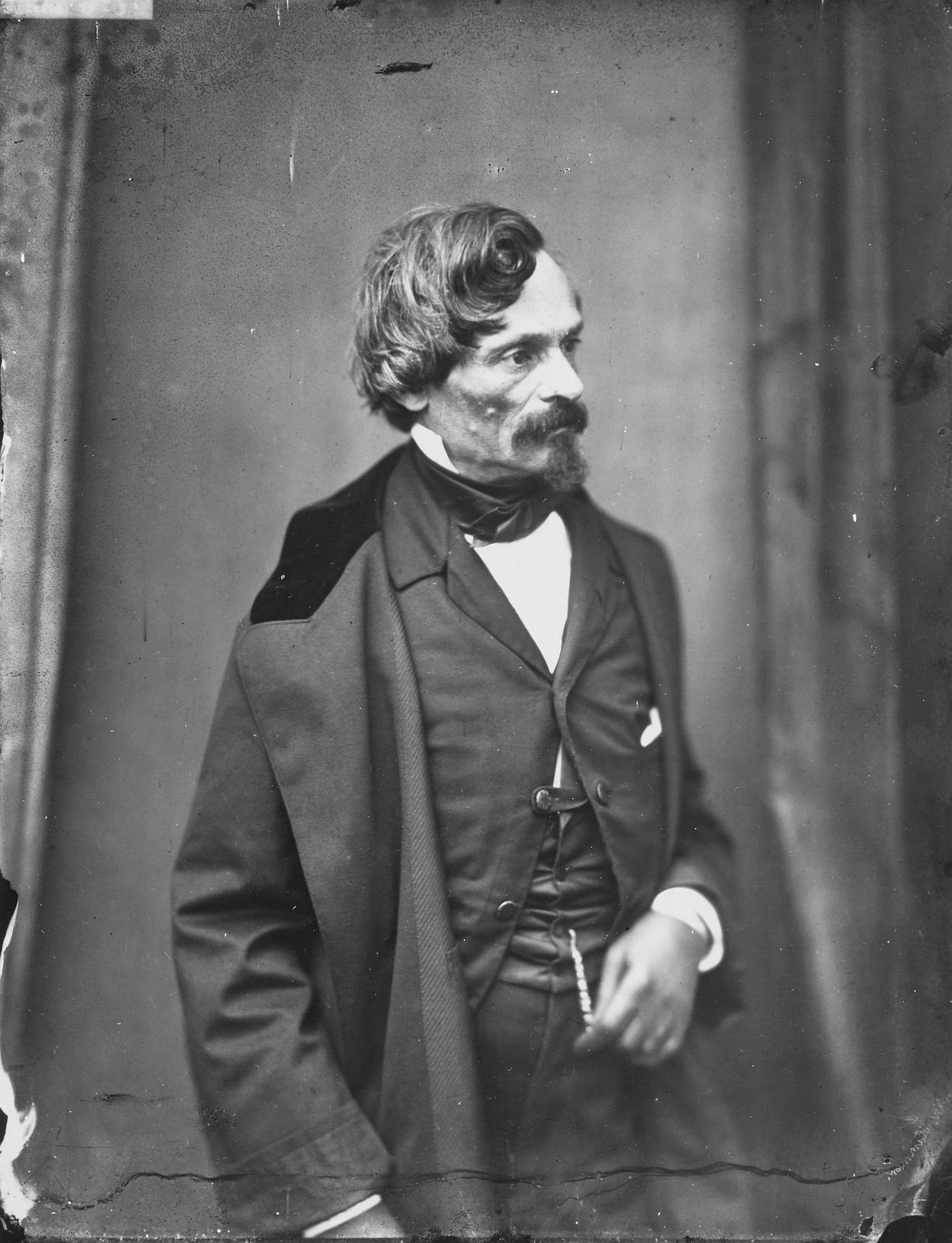
Julius Hammer (1856)

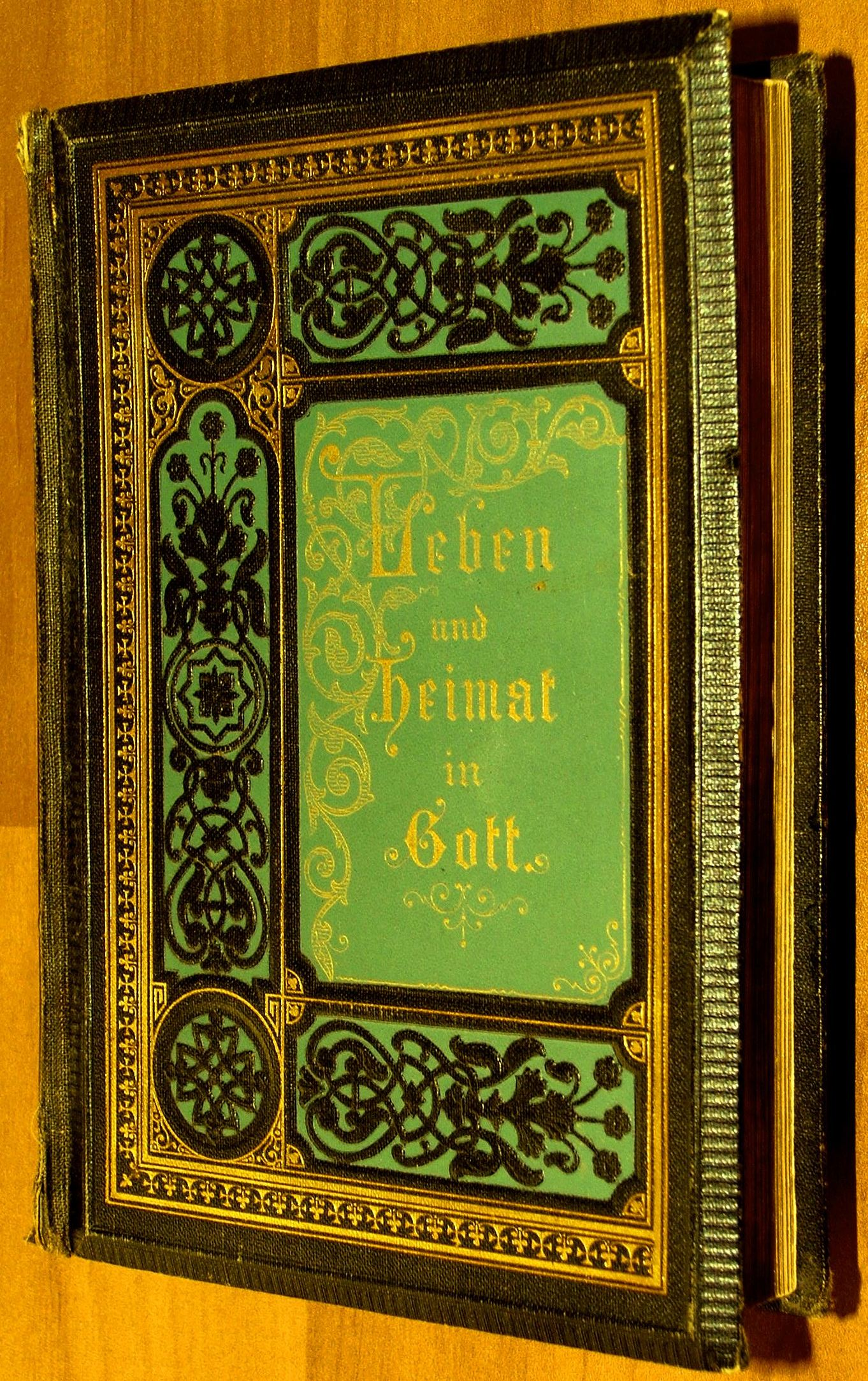
Leben und Heimat in Gott

Friedrich Julius Hammer (* 7. Juni 1810 in Dresden; † 23. August 1862 in Pillnitz) war ein deutscher Schriftsteller und Dichter sowie Mitbegründer der Deutschen Schillerstiftung.

## Lebenslauf
Hammer studierte 1831 Rechtswissenschaften in Leipzig, schwenkte dann um auf Philosophie und Literatur. 1834 kehrte er nach Dresden zurück. Eine Komödie, Das seltsame Frühstück, eröffnete ihm den Zugang zur literarischen Gesellschaft der Stadt, insbesondere zu Ludwig Tieck, seither betätigte er sich nur mehr als Schriftsteller.
Zwischen 1851 und 1859 wirkte er an der Sächsischen konstitutionellen Zeitung und war 1855 Gründungsmitglied der Deutschen Schillerstiftung. Seine Heirat 1851 machte ihn finanziell unabhängig und er kaufte ein kleines Landgut in Pillnitz, wo er, nach einer mehrjährigen Etappe in Nürnberg, auch starb. Sein Grab befindet sich auf dem alten Hosterwitzer Friedhof, dem Kirchhof Maria am Wasser.
Er war Mitglied der Naturwissenschaftlichen Gesellschaft Isis in Dresden und stand dem Dresdner Liederkreis nahe.

## Werke
Hammer schrieb, neben einigen anderen Komödien und Romanzen, das Drama Die Brüder (1856) sowie die Novelle Einkehr und Umkehr (Leipzig, 1856), seine Berühmtheit freilich basiert auf seinen Gedichten. Sein Gedichtband Schau um dich, und schau in dich (1851), wurde in mehr als dreißig Auflagen veröffentlicht. Ihm folgten In allen guten Stunden (1854), Fester Grund (1857), Auf stillen Wegen (1859), sowie Lerne, liebe, lebe (1862).
Des Weiteren schrieb er ein Werk über türkische Lieder, Unter dem Halbmond (Leipzig, 1860), und gereimte Versionen der Psalmen (1861). Er stellte auch eine Anthologie populärer religiöser Texte zusammen: Leben und Heimat in Gott, von der im Jahr 1900 die vierzehnte Auflage veröffentlicht wurde.
| Leben und Heimat in Gott-a.JPG |  | Leben und Heimat in Gott-b.JPG |  | Leben und Heimat in Gott-c.JPG |  | Leben und Heimat in Gott-d.JPG |